# Ayashi no Ceres
Ayashi no Ceres (妖しのセレス?, Ayashi no Seresu, lett. "La misteriosa Ceres") è uno shōjo manga di Yū Watase che è stato pubblicato dalla casa editrice Shogakukan dal 1996. In Italia è stato pubblicato da Play Press nel 2003 e successivamente ristampato dalla stessa casa editrice e da Panini Comics.
Dal manga nel 2001 è stata tratta anche una serie televisiva anime composta da 24 episodi e trasmessa da WOWOW dal 20 aprile al 28 settembre 2000. In Italia è stata pubblicata in DVD da Dynit fra il 6 luglio ed il 23 novembre 2005, trasmessa da Cooltoon dal 5 maggio 2009 e pubblicata per la visione in streaming su internet, senza limiti di tempo dichiarati, a marzo 2013 sul sito Popcorn TV e successivamente sul sito VVVVID. La serie viene trasmessa per la prima volta in chiaro su Ka-Boom dal 1º gennaio 2014.
Sono inoltre stati pubblicati sei libri basati sulla serie, scritti da Megumi Nishizaki.

## Trama

I gemelli Aya e Aki Mikage

Aya Mikage è una studentessa quindicenne, che ha un fratello gemello Aki dolce e premuroso e legatissimo alla sorella. La vigilia del loro sedicesimo compleanno Aya, nel tentativo di recuperare una borsa rubata da uno scippatore cade da una balaustra ma anziché cadere al suolo si ritrova a levitare dolcemente e a posare i suoi piedi a terra, completamente illesa anche se proprio in mezzo alla strada. A salvarla da una macchina in corsa è un misterioso e affascinante ragazzo, che dopo scompare nel nulla.
L'indomani, contrariamente ai loro programmi che prevedevano gran festeggiamenti con gli amici, i due gemelli vengono portati dai genitori nella sontuosa dimora del nonno, il capofamiglia dei Mikage dove trovano tutti i familiari vestiti a lutto e con espressioni spente.
Il nonno gli offre in regalo un grosso pacco e la persona incaricata di portarlo è il salvatore di Aya del giorno prima. All'interno del pacco c'è una mano mummificata e a quella vista, un misterioso potere si sprigiona con potenza da Aya, lacerandole in parte i vestiti, mentre il corpo di Aki si ricopre di numerose e dolorose ferite. Visto l'accaduto il nonno le annuncia che lei è un pericolo per la famiglia Mikage e che quindi deve morire. Aki e i genitori vengono allontanati dalla sala mentre Aya viene immobilizzata da alcuni assalitori che però non hanno fatto i conti con l'inaudita potenza dei suoi poteri. Aya scompare e le persone attorno a lei si ritrovano a terra, sanguinanti e in fin di vita. Nel frattempo, Suzumi, giovane vedova e autorevole membro della famiglia Aogiri, ha captato il risveglio di Aya grazie alle sue speciali facoltà, e invia per soccorrerla il suo giovane cognato Yūhi. Quest'ultimo riesce a portarla in casa Aogiri dove Suzumi spiega alla giovane che cosa le sta accadendo raccontandole un'antica leggenda giapponese:
In un passato imprecisato un pescatore sottrasse a una tennyo (abitante del cielo) di nome Ceres l'hagoromo (la veste che le permetteva di volare) mentre questa faceva il bagno. Non potendo più tornare in cielo Ceres fu costretta a rimanere sulla terra e a sposare l'uomo, avendo da lui dei figli. Dopo alcuni anni però la tennyo scoprì il luogo dove era nascosto l'hagoromo grazie alle parole di una canzone cantata dal figlio e riuscì a recuperare la veste rubata tornando in cielo e abbandonando la sua famiglia.
Aya e Suzumi sono delle discendenti di quella tennyo, e hanno perciò delle facoltà speciali dovute all'eredità che portano nel sangue. Suzumi ha forti capacità psichiche e di telecinesi, ma è Aya ad aver ereditato il potere più potente e devastante. Aya non crede alla storia e rifiuta la proposta di ospitalità di Suzumi e, preoccupata per Aki, decide di tornare a casa del nonno.
Qui però scopre che il suo affascinante salvatore Tooya è stato assoldato dai Mikage per catturarla e proteggere Aki. Intanto arriva anche il nonno che fa mettere Aya sotto il mirino di numerosi fucili. All'improvviso mentre stanno partendo gli spari suo padre si para di fronte a lei e riceve i colpi a lei destinati. L'uomo fa appena in tempo a dire qualche parola di conforto alla figlia prima di morire. Aya perde il controllo e colpisce tutti quelli attorno a sé col suo potere tranne Tooya, che ne è stranamente immune.
Aya torna allora da Suzumi e Yūhi che la ospitano in casa e la fanno iscrivere alla scuola Aisei di Saitama in cui potrà cercare di scoprire informazioni sulla tennyo mentre Yūhi decide di iscriversi nella medesima scuola per proteggerla.

### Personaggi
Aya Mikage La protagonista. Ragazza normale, inizialmente quindicenne e sorella gemella di Aki, al quale è fortemente legata. È sbarazzina, impulsiva e un po' pasticciona, ma possiede un grande cuore assieme ad un solido coraggio e tanta forza di volontà. La sua vita cambierà drasticamente e prenderà una piega incredibilmente pericolosa nel momento in cui, il giorno del suo sedicesimo compleanno, si manifesterà in lei la presenza di Ceres, sua diretta antenata e dea celeste dagli immensi poteri, con cui dovrà forzatamente convivere all'interno del proprio corpo. Nel corso degli eventi, grazie al sostegno e all'aiuto di alcuni e pochi ma fidatissimi suoi amici (come Chidori, Yuhii, Suzumi e Tooya) e anche "collaborando" con Ceres, Aya farà di tutto sia per sciogliere il legame maledetto della famiglia Mikage al passato tragico e travagliato della dea celeste e sia per salvare il fratello dal controllo di Shiso, il crudele uomo che Ceres aveva sposato. Si innamora perdutamente fin da subito, poi totalmente ricambiata, dell'affascinante e determinato Tooya, il quale è sempre disposto anche a morire pur di proteggere la ragazza e del quale a fine serie Aya scopre di essere rimasta incinta. Tooya per salvare Aya e il loro bambino, dopo che la ragazza è stata mortalmente ferita da Shiso, le restituisce la veste divina che Ceres ha cercato per troppo tempo anche se questo non gli permetterà di vivere a lungo. Dopo la fine della battaglia, Aya grazie alla vicinanza dei suoi amici e dell'amato Tooya si riprende dal dolore causato dalla morte di Aki e si concentra sulla sua gravidanza, vivendo insieme a Tooya, che premurosamente si prende cura di lei, e trascorrono più tempo possibile assieme sapendo che a Tooya rimane poco da vivere.
Tooya: È un affascinante ragazzo di poche parole dalla personalità seria, enigmatica, introversa, determinata e temeraria che all'inizio della serie partecipa al progetto della famiglia Mikage per risvegliare la dea celeste, infatti lavora sotto ordine di Kagami Mikage. Riceve l'ordine di difendere Aki, divenendo sua guardia del corpo, dai pericolosi e potenti poteri che si stanno risvegliando nella sorella gemella Aya, che Tooya ha già incontrato in precedenza dopo averla salvata da un investimento per strada. Il giorno del compleanno dei due sfortunati gemelli, nonostante sappia che Aya sia ricercata dai suoi superiori, Tooya la salva per la seconda volta e le permette di scappare per mettersi in salvo. Tooya rivelerà poco tempo dopo ad Aya, per la quale lentamente comincia a provare un forte affetto e un'intensa attrazione che tuttavia nasconde poiché i due tecnicamente sono rivali, di non sapere da che luogo proviene e di non ricordare nulla sul suo passato e per questo intende trovare una soluzione per rimediare alla sua grave amnesia. Sebbene abbia ricevuto dei precisi ordini da Kagami sul conto di Aya, Tooya non perde mai l'occasione di salvarla e di proteggerla dai Mikage, comprendendo alla fine di essersi sinceramente innamorato di lei. Dopo essersi definitivamente allontanato dal progetto di Kagami, a seguito anche del radicale e violento cambiamento di Aki a causa del controllo di Shiso che vuole uccidere pure Tooya, quest'ultimo si schiera dalla parte di Ceres e degli amici di Aya, con la quale intraprende una profonda relazione sentimentale ma che sarà anche molto travagliata e drammatica a causa dei costanti ostacoli e problemi che i due si ritroveranno davanti. Successivamente a diverse peripezie, dove Tooya scompare e rischia anche di morire, il ragazzo grazie al trauma recupera tutta la sua memoria e scopre con sgomento di non essere un vero essere umano, ma di essere stato generato dal manto sacro perduto da Ceres affinché la dea celeste potesse riaverlo indietro. Ricongiuntosi con Aya, racconta a lei e a Yuhii ogni cosa compresa anche la possibilità che una volta separatosi dalla veste lui possa anche morire. Aya non vuole che Tooya muoia e tra le lacrime gli rivela di essere incinta di lui. Tooya accoglie la notizia con grande commozione e immensa felicità, perché adesso non è più solo. Quando Shiso ferisce mortalmente la ragazza, Tooya non esita ad intervenire e per salvare l'amata con il loro bambino le restituisce il manto divino di Ceres. A battaglia finita, Tooya comincia a vivere una vita serena vicino ad Aya che accudisce premurosamente e consapevole di non poter vivere a lungo, fa intendere al suo rivale ma anche amico Yuhii che gli affida sia Aya che suo figlio.
Aki Mikage: Fratello gemello di Aya. Anche lui era un ragazzo dolce e gentile molto affezionato alla sorella gemella, fino al momento in cui dopo aver compiuto sedici anni, Shiso non ha preso possesso del suo corpo, da lì in poi la personalità di Aki è praticamente scomparsa divenendo sotto l'influenza malata di Shiso il suo burattino e diventando un ragazzo violento, egoista e profondamente avido di potere oltre ad essere ossessionato oltre ogni limite da Ceres, che ritiene di sua proprietà. Infine Aki "sconfigge" mentalmente Shiso riuscendo a riprendere conoscenza riuscendo a chiedere perdono a Tooya e per porre fine alle sue tante sofferenze e per liberarsi dal controllo di Shiso, supplica Ceres ed Aya di ucciderlo insieme a lui affinché non faccia più del male a nessun innocente. Seppur a malincuore, Aya e Ceres esaudiscono l'ultimo desiderio di Aki, che ringrazia la sorella per poi morire sereno.
Kagami Mikage: cugino di Aya e Aki, partecipa attivamente al risveglio per risvegliare Ceres e Shiso e, una volta ottenuto il suo primo scopo, si allea con quest'ultimo per potersi impossessare del potente potere della dea. È un uomo calcolatore e cinico, dedito al lavoro oltre ad essere molto opportunista. Inizialmente è il capo di Tooya, al quale ordina di proteggere Aki e di catturare la sorella Aya, ma poi capisce i reali e reciproci sentimenti che uniscono Tooya ed Aya e in più occasioni fa di tutto per poterli separare e avere così libero accesso alla cattura della ragazza per poter poi completare il risveglio della dea celeste. Solo dopo la morte del cugino Aki e la scomparsa di Ceres, Kagami riesce finalmente a comprendere quanto le sue azioni assieme a quelle passate della sua famiglia abbiano solo portato dolore e squilibrio seguendo l'assurda idea di poter dominare e controllare Ceres. Per redimersi da ogni sua colpa, Kagami prima di lasciarsi morire, salva Tooya, Aya e Yuhii permettendo loro di scappare e dice a Tooya di pensare a vivere la vita serena e amorevole che ha sempre desiderato con Aya e di impegnarsi ad essere un buon padre.
Ceres: la bellissima e misteriosa dea celeste, antenata di Aya. Si è reincarnata in Aya poiché deve ritrovare assolutamente la propria veste per poter far ritorno al mondo divino. È una donna dal temperamento molto deciso, vendicativo e determinato e possiede degli incredibili poteri devastanti, ma è anche consumata nell'animo dal rancore verso l'uomo che rivede risvegliarsi in Aki, accusandolo di averle distrutto l'esistenza pretendendo di possederla e a causa di queste profonde delusioni e sofferenze, prova molta rabbia e diffidenza verso gli esseri umani ritenendoli tutti opportunisti e deboli. Ma vivendo in Aya e conoscendo le persone a cui la ragazza è profondamente affezionata, riesce col tempo a riconquistare fiducia verso il genere umano capendo che non tutti sono crudeli ed egoisti come l'uomo che lei aveva sinceramente amato, a cui aveva riposto fiducia e che poi l'aveva tradita. In diverse occasioni, Ceres mostra di possedere anche un'indole buona e dolce, che però prontamente nasconde. A fine serie esaudisce la richiesta di Aki, di farlo morire insieme al patriarca dei Mikage e si ricongiunge allo spirito di Shiso, scomparendo insieme a lui e liberando il resto della loro discendenza.
Shiso: marito umano di Ceres, colui che le rubò la veste per tenerla con sé ed impedirle di scappare dal mondo terrestre. Si impossessa del corpo di Aki ed annienta la personalità del ragazzo per trovare la dea, anche lui ha poteri simili a quelli di Ceres, della quale è follemente ossessionato. Attraverso un racconto di Ceres ad Aya, si scopre di come lui e Ceres si sono conosciuti e si erano poi sinceramente innamorati l'uno dell'altra, ma la loro vita felice cominciò terribilmente a cambiare nella maniera peggiore quando Ceres, per amore e simbolo di fiducia, gli concesse una parte del suo potere poiché il marito, ritenendosi debole, desiderava diventare più forte per proteggere la sua famiglia e il suo villaggio, ma si rivelò un fatale errore e a pagarne le conseguenze furono Ceres e i suoi figli avuti con il marito. Shiso, si lasciò soggiogare man mano che il tempo passava dal potere ricevuto, divenendo sempre più megalomane, violento, aggressivo e morbosamente ossessionato dal controllo su Ceres, rifiutandosi di ridarle la veste sacra, tanto da arrivare ad essere brutale e manesco sia verso di lei che verso i loro figli. La situazione per Ceres raggiunse il culmine della sopportazione e della tragedia quando Shiso, per impedire la fuga della moglie, arrivò ad uccidere una delle figlie di Ceres e la dea, dilaniata dalla disperazione e dall'odio verso di lui, lo uccise. Anche dopo essersi reincarnato, Shiso vuole impedire ad ogni costo che Ceres si riprenda la veste e arriva a ferire mortalmente Tooya, ma infine Aya, aiutata da Ceres, riesce a sconfiggerlo e a farlo scomparire.
Yuhii Aogiri: viene incaricato di proteggere Aya, che si affeziona a lui, ma ben presto i sentimenti romantici che inizierà a provare per lei prenderanno il sopravvento. Anche lui come Tooya non mancherà di rischiare la propria vita pur di proteggerla, ma fortunatamente è protetto dal potere della dea. Yuhii è un ragazzo gentile, leale e coraggioso, anche se tende spesso ad essere molto impulsivo e come Aya, non manca ad essere anche sbadato e pasticcione. Intrattiene con la famiglia un pessimo rapporto, invece è legato alla cognata Suzumi da un legame molto stretto e fraterno, che si è rafforzato soprattutto dopo la morte del marito della donna nonché suo fratello. Non nasconde di essere geloso di Tooya, ma più volte lo aiuta e i due collaborano insieme per proteggere Aya e per scoprire il luogo dove è nascosta la veste sacra di Ceres, verso la quale Yuhii prova anche una forte attrazione. Assiste imponente prima alla morte della piccola Chidori, anche lei discendente di una dea celeste e sua grande amica e dalla quale avrà gran parte dei suoi poteri e poi a quella del povero Aki, fratello di Aya. A fine serie Tooya, sapendo che potrebbe morire, fa intendere a Yuhii che quando arriverà quel fatidico momento sarebbe felice che sia lui a occuparsi di Aya e del loro bambino, affidando dunque a lui la loro protezione.
Suzumi Aogiri: cognata di Yuhii, anche lei possiede parte dei poteri di una dea celeste ed anche lei cercherà di proteggere e aiutare la giovane Aya riguardo all'uso delle sue capacità soprannaturali, divenendo grande amica e consigliera fidata della protagonista. Donna molto forte, combattiva e decisa, tiene molto al cognato Yuhii e ha per lui sempre una parola di sostegno e di conforto. È rimasta vedova quasi subito e nonostante il suo essere forte e volitiva, la perdita del marito con il quale progettava di avere un figlio, l'aveva fatta cadere in un profondo stato di disperazione, che riuscì a superare solo grazie all'aiuto di Yuhii.

## Doppiaggio
Il doppiaggio italiano è stato realizzato presso la Florian Cinetivù sotto la direzione di Umberto Bortolani. La traduzione dei testi è di Motoko Iwasaki e i dialoghi italiani sono di Roberta Poggio e Gianluca Aicardi.

Copertina del 1º DVD italiano

| Personaggio      | Doppiatore giapponese | Doppiatore italiano |
| ---------------- | --------------------- | ------------------- |
| Aya Mikage       | Yumi Kakazu           | Valeria Vidali      |
| Ceres            | Junko Iwao            | Pinella Dragani     |
| Toya             | Katsuyuki Konishi     | Alessandro Quarta   |
| Aki Mikage       | Susumu Chiba          | Leonardo Graziano   |
| Yuhi Aogiri      | Kentarō Itō           | Patrizio Prata      |
| Suzumi Aogiri    | Mayumi Asano          | Giò-Giò Rapattoni   |
| Kyu              | Kujira                | Monica Pariante     |
| Kagami Mikage    | Tomokazu Sugita       | Franco Mannella     |
| Nonno Mikage     | Rokurō Naya           | Michele Gammino     |
| Sig. Mikage      | Kunihiko Yasui        | Felice Invernici    |
| Alexander Howell | Tomokazu Seki         | Davide Garbolino    |
| Chidori Kuruma   | Ayako Kawasumi        | Renata Bertolas     |
| Wei Fei Li       | Kōichi Tōchika        | Raffaello Lombardi  |
| Gladys Smithson  | Yoshiko Nagashima     | Simona Biasetti     |
| Sig. Aogiri      | Mitsuru Ogata         | Riccardo Rovatti    |
| Tomonori Aogiri  | Akimitsu Takaze       | Paolo De Santis     |
| Shota Kuruma     | Kae Araki             | Jolanda Granato     |
| Yuki Urukawa     | Akiko Kimura          | Loretta Di Pisa     |